# Albens
Albens [albɛ̃s] ist eine Commune déléguée mit 4.006 Einwohnern (Stand 1. Januar 2022) in der Gemeinde Entrelacs im Département Savoie in der Region Auvergne-Rhône-Alpes. Sie gehörte zum Arrondissement Chambéry und zum Kanton Aix-les-Bains-1. Die Ortsbewohner von Albens heißen auf Französisch Albanais(es).
Mit Wirkung vom 1. Januar 2016 wurden die früheren Gemeinden Albens, Cessens, Épersy, Mognard, Saint-Germain-la-Chambotte und Saint-Girod zu einer Commune nouvelle mit dem Namen Entrelacs zusammengelegt.

## Geografie

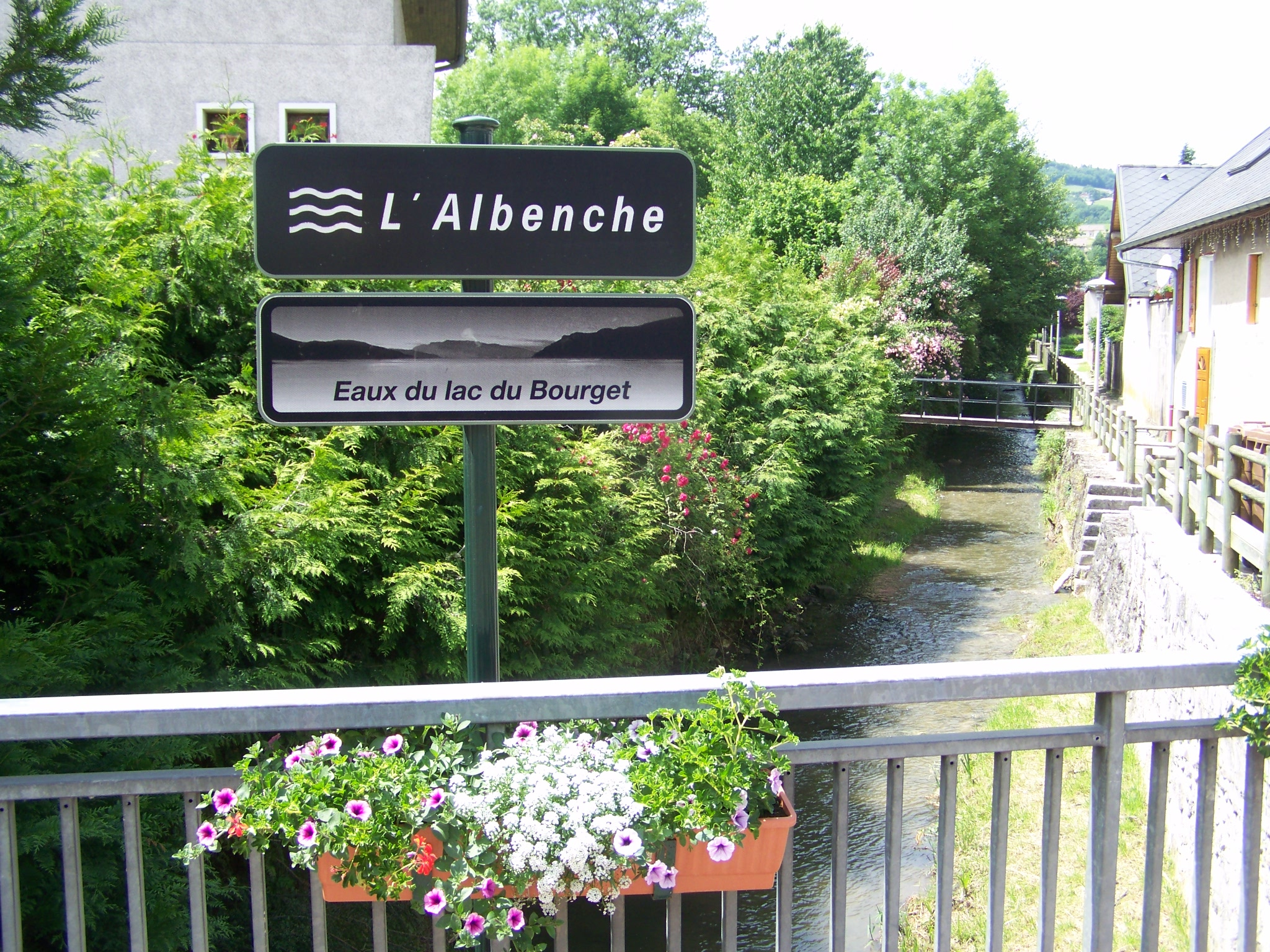
Die Albenche

Albens liegt auf 353 m, etwa 25 Kilometer nördlich der Stadt Chambéry (Luftlinie). Das Dorf erstreckt sich im südwestlichen Albanais, im Alpenvorland, beidseits des Baches Albenche am westlichen Rand der breiten Senke, welche das Becken von Rumilly mit dem Lac du Bourget verbindet.
Zu Albens gehörten neben dem eigentlichen Ortskern auch verschiedene Dörfer, Weilersiedlungen und Gehöfte, darunter:
- Braille (368 m) in der Talebene südwestlich des Étang de Crosagne
- Pégis (390 m) am westlichen Rand der Talsenke
- Ansigny (501 m) auf einem Geländerücken westlich der Talsenke
- Dressy (590 m) im Hügelgebiet westlich der Talsenke
- Pouilly (460 m) auf einer Geländeterrasse oberhalb des Dorfes
- Collonge (530 m) am Ostabhang der Hügelzone
- Lépau (460 m) nördlich des Tals der Albenche
- Marline (410 m) auf dem Plateau westlich der Talsenke
- Orly (350 m) am westlichen Rand der Talsenke

Nachbarorte von Albens sind Massingy und Bloye im Norden, Saint-Félix und Saint-Girod im Osten, Mognard und La Biolle im Süden sowie Saint-Germain-la-Chambotte und Cessens im Westen.

## Geschichte

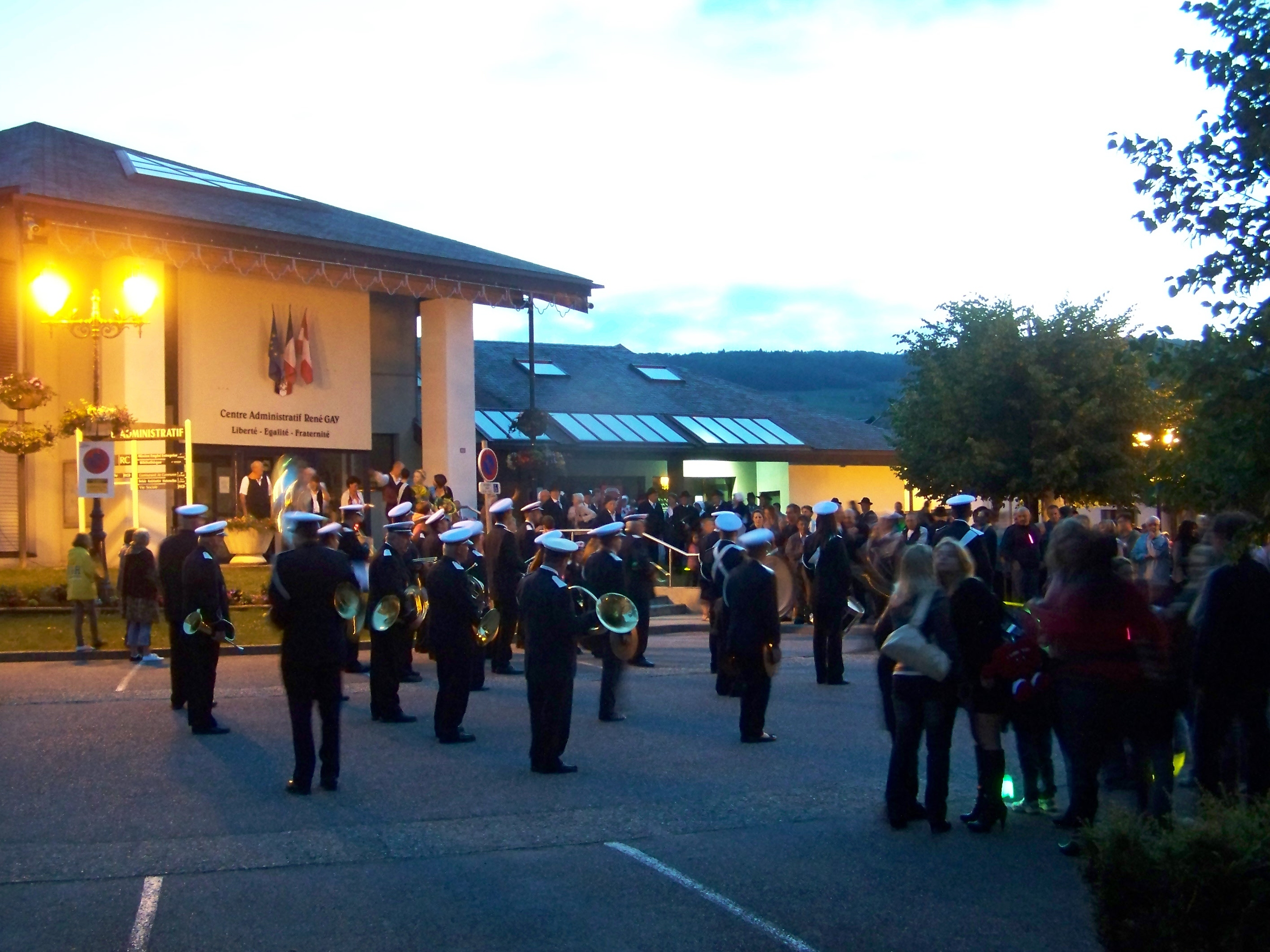
Krönung der „Rosenkönigin“

Das ehemalige Gemeindegebiet von Albens war bereits während der Römerzeit besiedelt. Damals hieß der Ort Albinnum oder Albinum und lag an einem wichtigen Verkehrsweg, der von Aquae (Aix-les-Bains) nach Boutae (heutiges Annecy) führte. Aus dieser Zeit sind verschiedene Mauerfundamente, Keramiken und Grabstätten erhalten. Im Lauf der Zeit wandelte sich der Name über Albinno, Albenno, Albinnenses (vor dem 11. Jahrhundert), Villa Albensi (1355), Prioratus de Albenco (14. Jahrhundert) und Arbensi castellania (1451) zum heutigen Albens. Der Ortsname geht wahrscheinlich auf den keltischen Volksstamm der Albani zurück.
Unter Graf Amadeus V. von Genf wurde das neue Städtchen Albens neben einer bereits im Hochmittelalter bestehenden Siedlung gegründet. Im 15. Jahrhundert gehörte es als Lehen zur Herrschaft Montfalcon. Im Jahre 1451 erhielt Albens gewisse Freiheitsrechte. Zu einer Gebietsveränderung kam es 1972, als die vorher selbständige Gemeinde Ansigny nach Albens eingemeindet wurde. Von 1837 bis 2015 war die Gemeinde Hauptort des Kantons Albens.

## Sehenswürdigkeiten
Die dreischiffige Pfarrkirche wurde ab 1867 neu erbaut. Aus dem 19. Jahrhundert stammt die Kapelle Notre Dame de Tout Pouvoir in Ansigny. Die Kapelle Sacré-Cœur in Dressy wurde 1882 errichtet. Im Office du Tourisme ist ein kleines Museum untergebracht, das Fundstücke aus der Römerzeit zeigt.

## Bevölkerung
| Jahr | Einwohner |
| ---- | --------- |
| 1962 | 1.628     |
| 1968 | 1.588     |
| 1975 | 1.661     |
| 1982 | 2.150     |
| 1990 | 2.439     |
| 1999 | 2.650     |
| 2006 | 2.939     |
| 2011 | 3.371     |

Seit Beginn der 1970er Jahre wurde dank der attraktiven Wohnlage und der guten Verkehrsanbindung zwischen den Zentren von Aix-les-Bains, Annecy und Rumilly eine kontinuierliche Bevölkerungszunahme verzeichnet.

## Wirtschaft und Infrastruktur

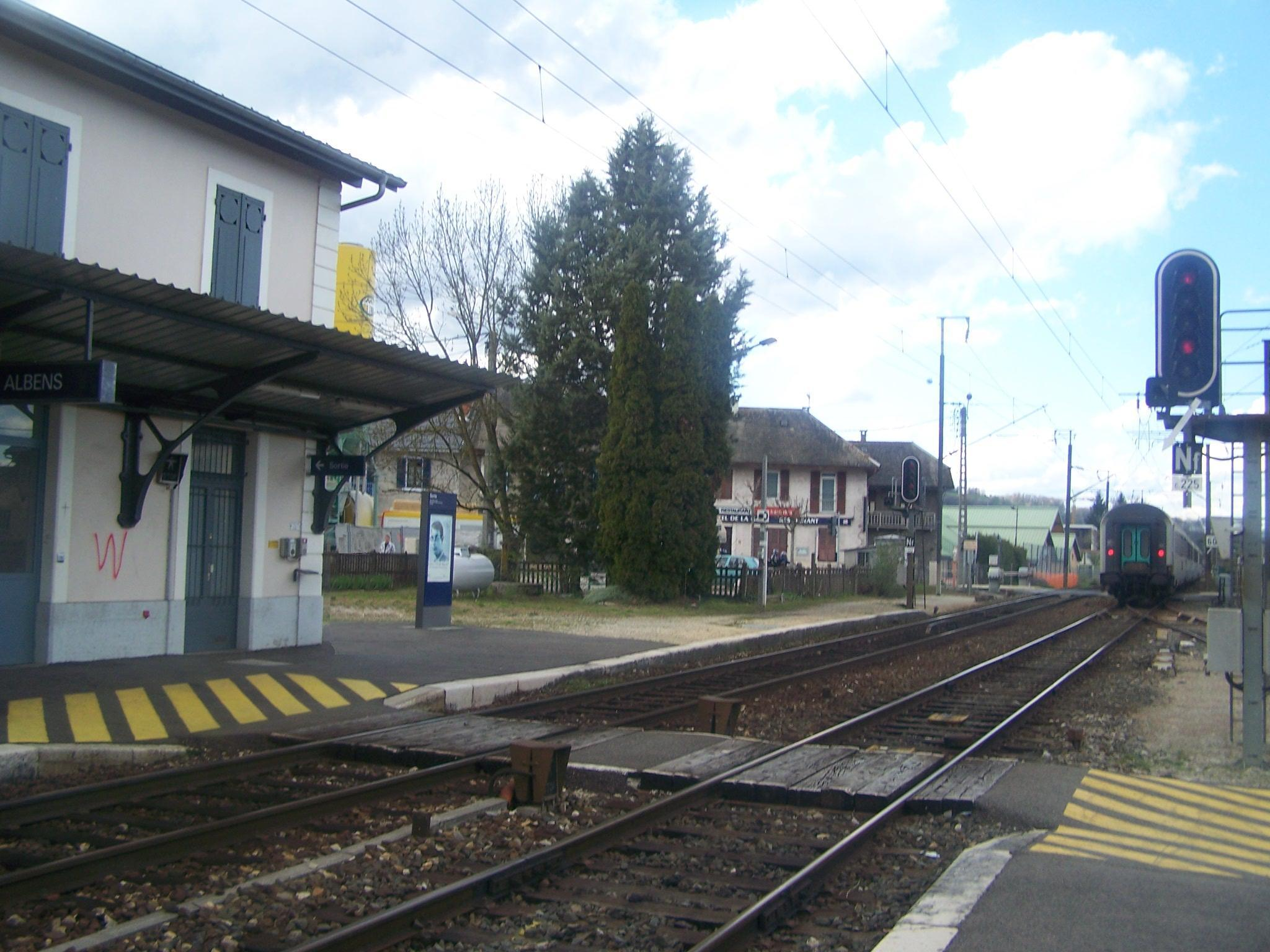
Bahnhof Albens

Albens war lange Zeit ein vorwiegend durch die Landwirtschaft und den Kleinhandel geprägter Flecken. Daneben entwickelten sich seit den 1970er Jahren verschiedene Betriebe des Klein- und Mittelgewerbes. Östlich des Siedlungsgebietes in der Nähe des Bahnhofs wurde eine Industrie- und Gewerbezone errichtet. Mittlerweile hat sich das Dorf auch zu einer Wohngemeinde entwickelt. Viele Erwerbstätige sind Wegpendler, die in den größeren Ortschaften der Umgebung sowie im Raum Chambéry und Annecy ihrer Arbeit nachgehen.
Die Ortschaft ist verkehrsmäßig gut erschlossen. Sie liegt an der Departementsstraße D 1201 (ehemalige Nationalstraße N 201), die von Chambéry nach Annecy führt. Von dieser Hauptstraße zweigt im Ort die D 910 nach Rumilly ab. Weitere Straßenverbindungen bestehen mit Saint-Girod, Massingy und Saint-Germain-la-Chambotte. Der nächste Anschluss an die Autobahn A 41 befindet sich in einer Entfernung von rund sieben Kilometern. Albens besitzt einen Bahnhof an der Bahnstrecke Aix-les-Bains–Annemasse.

### Ausbildung
In Albens befinden sich eine Vorschule (école maternelle), eine Grundschule (école primaire) und eine Gesamtschule (collège).

## Gemeindepartnerschaften
Mit der italienischen Gemeinde Ceneselli in der Region Venetien bestand eine Partnerschaft.